# 伊利比亞美洲基金
 The Ibero-America Fund, Inc.（暫譯：伊利比亞美洲基金有限公司；日语：-{ザ・イベロ・アメリカ・ファンド 
・インク}- ），前身為（暫譯：西班牙基金有限公司）（大阪證券交易所以及紐約證券交易所除牌當時分別為8678.OS 和 SNF），業務投資南美洲及西班牙專門投資在交易所上市之高增長證券。由1991年在基金部門上市，直至2011年9月2日清盤及除牌為止。由聯博基金資產管理。

## 歷史
是一間封閉式投資基金公司，於1988年在美國展開首次公開發行。
2003年，公司於1989年至1990年的股價及相應的每股淨值，被诺贝尔经济学奖得主弗农·史密斯引用為其一篇與David Porter合撰，有關股市泡沫論文的其中一個論據。公司於1989年的股價溢價，亦不斷地其他作者引用為論據。該基金在1989年9月曾經創出單日32%升幅，P/B比大於2的股價，在同一星期，雖然期間有所回落，但再創45%的升幅。
2009年，公司股東通過改名。改名同時，公司股東通過擴大業務，加入其他國家例如葡萄牙的股票。
在2011年中，在美國通過臨時股東大會，批准清盤，原因是對日本和美國投資者認識不多，再加上成本上市費用不斷增加。